# Windhaag bei Perg
Windhaag bei Perg är en ort och kommun  i Österrike. Den ligger i distriktet Perg i förbundslandet Oberösterreich, 130 kilometer väster om huvudstaden Wien. 
Kommunen består av elva orter (Ortschaften) (inom parentes invånarantal 1 januari 2024):

- Altenburg (39)
- Asching (124)
- Forndorf (129)
- Freindorf (33)
- Hochtor (185)
- Holzmann (72)
- Karlingberg (147)
- Kemet (48)
- Kuchlmühle (8)
- Pragtal (79)
- Windhaag bei Perg (682)